# Полуденський Михайло Петрович
Михайло Петрович Полуденський (рос. Михаил Петрович Полуденский, нар. 26 серпня 1805, Москва — пом. 18 липня 1868, там само) — російський бібліограф, історик, бібліофіл. Один зі засновників російської історичної бібліографії.

## Життєпис
Дворянин, закінчив історико-філологічний факультет Московського університету (1849). Служив у Московському архіві Міністерства закордонних справ. 1858 року разом з Афанасьєвим заснував і в 1858-59 роках редагував журнал «Библиографические записки». Один зі засновників російської історичної бібліографії: його «Вказівник статей з історії, географії, статистики, російського права і бібліографії» досі має значну науково-довідкову цінність.
За життя зібрав величезну бібліотеку, куди переніс також книги трьох братів, що померли раніше від нього й родову бібліотеку Луніних (мати Михайла Полуденського — двоюрідна сестра декабриста Михайла Луніна). У книгозбірні були рідкісні книги, колекція рукописів (у тому числі зібрані дідом А. М. Луніним копії таємних документів про повстання Омеляна Пугачова; заповідані Румянцевському музею, сьогодні в Музейному фонді РДБ), автографів багатьох літераторів і вчених (у складі особистого архіву Полуденського заповідані Чортківській бібліотеці, зараз у Державному історичному музеї Росії). Частину книг Полуденський пожертвував бібліотеці Московського університету та Рязанській громадській бібліотеці. Після смерті колекціонера його бібліотеку 1878 року було розпродано вроздріб.